# Fall Down (will.i.am)
Fall Down è un singolo del cantante statunitense will.i.am, il quarto estratto dal quarto album in studio #willpower e pubblicato il 16 aprile 2013.
Il brano ha visto la partecipazione vocale della cantante Miley Cyrus.

## Tracce
1. Fall Down (ft. Miley Cyrus) – 5:07

## Classifiche
| Classifica (2013) | Posizione massima |
| ----------------- | ----------------- |
| Australia         | 14                |
| Austria           | 45                |
| Belgio (Fiandre)  | 102               |
| Belgio (Vallonia) | 50                |
| Francia           | 43                |
| Germania          | 48                |
| Nuova Zelanda     | 15                |
| Svezia            | 37                |
| Svizzera          | 59                |

## Date di pubblicazione
| Paese  | Data             | Formato           |
| ------ | ---------------- | ----------------- |
| Mondo  | 16 aprile 2013   | Download digitale |
| Italia | 6 settembre 2013 | Airplay           |